# Gyrocochlea vinitincta
Gyrocochlea vinitincta är en snäckart som först beskrevs av Cox 1868.  Gyrocochlea vinitincta ingår i släktet Gyrocochlea och familjen Charopidae. Inga underarter finns listade i Catalogue of Life.